# Evangelische Kirche der Union
Die Evangelische Kirche der Union (EKU) war ein von 1953 bis 2003 bestehender Bund evangelischer Landeskirchen, der aus der Evangelischen Kirche der Altpreußischen Union (EKdapU) hervorgegangen war. Die EKU verstand sich zudem als eine selbständige Kirche. Deshalb war die EKU als ganze ebenso wie die einzelnen, in ihr zusammengeschlossenen Landeskirchen Mitgliedskirche der Evangelischen Kirche in Deutschland (EKD).
Die sieben Gliedkirchen der EKU waren die Evangelische Landeskirche Anhalts (ab 1960), die Evangelische Kirche in Berlin-Brandenburg, die Pommersche Evangelische Kirche, die Evangelische Kirche der Kirchenprovinz Sachsen, die Evangelische Kirche der schlesischen Oberlausitz, die Evangelische Kirche im Rheinland und die Evangelische Kirche von Westfalen. Am 1. Juli 2003 wurde die EKU mit der Arnoldshainer Konferenz zur Union Evangelischer Kirchen (UEK) vereinigt.

## Geschichte und Namenswandel
Am 27. September 1817 erließ der preußische König Friedrich Wilhelm III. einen Aufruf zur Vereinigung (Union) der reformierten und lutherischen Gemeinden zu einer „unierten“ Kirche. Treibendes Moment dafür neben anderen war dabei die aus der Erfahrung der Befreiungskriege und der Erweckung gewonnene Einsicht, dass die bisherigen Abgrenzungen zwischen den evangelisch-reformierten (insbesondere hugenottischen) und den evangelisch-lutherischen Christen unzeitgemäß seien; die nach wie vor bestehenden unterschiedlichen Lehrauffassungen zwischen Lutheranern und Reformierten hielt man für unwesentlich. Im Hintergrund mag auch das (allerdings schon seit 1614 bestehende) Problem gestanden haben, dass die preußischen Könige als reformierte Christen einer lutherischen Bevölkerungsmehrheit gegenüberstanden. Unklar war und blieb über lange Zeit, welchen rechtsförmigen Charakter die von Friedrich Wilhelm III. proklamierte Union gewinnen sollte und konnte. Schnell wurde eine gemeinsame Leitung und Verwaltung für die beiden protestantischen Konfessionen in Preußen installiert (eine sogenannte Verwaltungsunion). Es gelang jedoch nicht, ein gemeinsames Bekenntnis zu formulieren. An wenigen einzelnen Orten kam es auch zu förmlichen Gemeindevereinigungen von Gemeinden lutherischer und reformierter Konfession, die sich hinsichtlich ihres Bekenntnisstandes als „uniert“ bezeichneten.
Im Laufe der Geschichte veränderte sich die Bezeichnung der preußischen Landeskirche mehrmals: 1821 hieß sie einfach Evangelische Kirche in Preußen. Nach dem Aufkommen verschiedener Freikirchen in der Mitte des 19. Jahrhunderts – siehe besonders die altlutherische Evangelisch-Lutherische Kirche in Preußen – nannte sie sich zur Unterscheidung von diesen ab 1845 Evangelische Landeskirche in Preußen. 1866 vergrößerte sich das Staatsgebiet von Preußen erheblich. Die evangelischen Landeskirchen (Frankfurt (Main), Hannover (lutherisch), Hannover (reformiert), Hessen-Kassel, Nassau, Landeskirche Schleswig-Holstein) in den neuen Landesteilen (Hannover, Hessen-Nassau, Schleswig-Holstein) blieben jedoch selbständig. Daher führte die Kirche in den schon seit 1815 zu Preußen gehörenden Landesteilen ab 1875 offiziell die Bezeichnung Evangelische Landeskirche der älteren Provinzen Preußens.
Nach Wegfall des Landesherrlichen Kirchenregiments 1918 nannte sich die Kirche ab 1922 Evangelische Kirche der altpreußischen Union (EKdapU). Dieser gehörten die altpreußischen Kirchenprovinzen Mark Brandenburg (mit Berlin), Landessynodalverband der Freien Stadt Danzig (1920–1940), Kirchengebiet Danzig-Westpreußen (ab 1940), Landessynodalverband Memelgebiet (1925–1939), Unierte Evangelische Kirche in Polnisch Oberschlesien (1923–1937 mit Status einer Kirchenprovinz), Ostpreußen, Pommern, Posen (bis 1919), Posen-Westpreußen (ab 1923), Schlesien, Sachsen (Prov.), Rheinland (mit Hohenzollern 1899–1950), Westfalen und Westpreußen (bis 1920) an.
Im Dritten Reich prägte insbesondere der gemeinsame Widerstand während des Kirchenkampfes in der Bekennenden Kirche gegen die hitlertreuen Deutschen Christen einen Teil der Christen in der Evangelischen Kirche der altpreußischen Union. In die Barmer Theologische Erklärung (1934) stimmten Christen aus den reformierten, unierten und lutherischen deutschen Landeskirchen ein – sie kann aber nicht als „uniertes Bekenntnis“ verstanden werden, weil sie selbst diesen Anspruch ausdrücklich nicht erhoben hat.
Nach dem Zweiten Weltkrieg wurden die Provinz Ostpreußen und die 1919 beim Deutschen Reich verbliebenen Teile der früheren Provinzen Westpreußen und Posen von Deutschland abgetrennt und unter polnische Verwaltung gestellt. Ferner wurden die Gebiete von Brandenburg, Pommern und Schlesien erheblich verkleinert und die östlich der Oder-Neiße-Linie liegenden Gebiete ebenfalls unter polnische Verwaltung gestellt. Sämtliche Gebiete betreuen seither die Evangelisch-Augsburgische Kirche in Polen und die Evangelisch-Reformierte Kirche in Polen.
Die Kirchenleitungen der in Deutschland verbliebenen sechs Provinzen westlich der Oder-Neiße-Linie (der größere Teil von Brandenburg, Rest-Pommern, Provinz Sachsen, Rest-Schlesien, Rheinland und Westfalen) trafen sich 1945 in Treysa (heute: Schwalmstadt) und realisierten den schon in der Zeit des Zweiten Weltkrieges in der Bekennenden Kirche der Evangelischen Kirche der altpreußischen Union gefassten Plan, die bisherigen Kirchenprovinzen zu Landeskirchen zu verselbständigen. Nach einer Verfassungsreform 1951 bildeten diese fortan den von 1953 an unter der Bezeichnung Evangelische Kirche der Union (EKU) firmierenden Kirchenbund. Dieser trat, wie seine Mitgliedskirchen selbst, der EKD bei. 1960 trat auch die Evangelische Landeskirche Anhalts als siebte Kirche der EKU bei.
Nachdem eine gemeinsame Arbeit in Ost- und Westdeutschland nach dem Bau der Mauer immer schwerer wurde, spaltete sich die EKU 1972 in zwei selbständige Bereiche auf. Dem Bereich Ost gehörten die fünf Landeskirchen Anhalt, Berlin-Brandenburg, Pommern (damalige Bezeichnung: Greifswald), Kirchenprovinz Sachsen und Schlesische Oberlausitz (damalige Bezeichnung Görlitzer Kirchengebiet) und dem Bereich West gehörten die beiden Landeskirchen Rheinland und Westfalen an. Nach der Wiedervereinigung beider deutscher Staaten 1990 wurden auch die beiden Bereiche der EKU zum 1. Januar 1992 formell wieder vereinigt.
Am 1. Juli 2003 trat die Grundordnung der Union Evangelischer Kirchen (UEK) in Kraft. Damit endete die fast 200-jährige Geschichte der Evangelischen Kirche der Union (EKU). Es begann eine neue Geschichte der Zusammenarbeit von 14 Landeskirchen, die bisher – wie die EKU selbst – in der Arnoldshainer Konferenz vertreten waren.
Die UEK übernahm die Gesetze und Ordnungen der EKU. Die Aufgaben der Union Evangelischer Kirchen galten zuvor in vergleichbarer Weise auch für die Evangelische Kirche der Union.

## Leitende Bischöfe der EKU
Die EKU wurde vom Rat der EKU geleitet. Der Ratsvorsitzende war „leitender Bischof der EKU“. Folgende Personen hatten dieses Amt inne:
1951–1957: Präses Heinrich Held, Rheinland
1957–1960: Propst Kurt Scharf, Berlin-Brandenburg
1960–1963: Präses Joachim Beckmann, Rheinland
1963–1969: Präses Ernst Wilm, Westfalen
1970–1972: Bischof Hans-Joachim Fränkel, Görlitzer Kirchengebiet

### Bereich West (1972–1991)
1972–1975: Präses Karl Immer, Rheinland
1975–1981: Präses Hans Thimme, Westfalen
1981–1987: Präses Gerhard Brandt, Rheinland
1987–1991: Präses Hans-Martin Linnemann, Westfalen

### Bereich Ost (1972–1991)
1972–1976: Bischof Horst Gienke, Greifswald
1976–1979: Bischof Werner Krusche, Provinz Sachsen
1979–1983: Kirchenpräsident Eberhard Natho, Anhalt
1984–1987: Bischof Gottfried Forck, Berlin-Brandenburg
1989–1991: Bischof Joachim Rogge, Görlitzer Kirchengebiet

### Wiedervereinigte EKU (1992–2003)
1992–1993: Bischof Joachim Rogge, Schlesische Oberlausitz
1994–1996: Präses Peter Beier, Rheinland
1996–1998: Bischof Eduard Berger, Pommern
1998–2000: Kirchenpräsident Helge Klassohn, Anhalt
2000–2003: Präses Manfred Sorg, Westfalen

## Präsidenten der Kirchenkanzlei
1951: Bischof Otto Dibelius
1952 (1.1.–30.9.): Lothar Kreyssig
1952–1972: Franz-Reinhold Hildebrandt

### Bereich Ost (1972–1991)
1972–1976: Reinhold Pietz
1972–1976: Joachim Rogge
1986 (16.4.–31.8.): Christa Grengel
1986–1991: Friedrich Winter

### Bereich West (1972–1991)
1972–1976: Martin Fischer
1976–1977: Walter Knaut
1978–1988: Peter Kraske
1988–1991: Werner Radatz

### Wiedervereinigte EKU (1992–2003)
1992–1995: Werner Radatz
1995–2003: Wilhelm Hüffmeier